# Copacabana
Pour les articles homonymes, voir Copacabana (homonymie).
Copacabana est un quartier de la zone sud de Rio de Janeiro au Brésil. Le quartier comprend la plage du même nom, longue de 4,5 km, l'une des plages les plus célèbres de la planète. Il borde les quartiers de Lagoa, Ipanema, Botafogo, Leme et Humaitá.
En termes de population, c'est le quartier le plus peuplé de la Zone Sud, avec plus de 140 000 habitants en 2010, dont environ 1/3 (environ 43 000 habitants en 2010) est constitué de personnes âgées, de 60 ans ou plus. d'âge. En fait, Copacabana est parfois appelé "le quartier avec la population la plus âgée" du pays.

## Quartier
Copacabana est l'un des quartiers les plus connus de la ville. Il est d'abord dénommé Sacopenapã. Mais en 1754 un moine bénédictin, Antonio de Desterro Malheiro, alors qu'il est en perdition au large du Brésil fait la promesse que s'il s'en sort vivant, il donnera le nom de son village à l'endroit où il échouera. Au milieu du XIXe siècle, le quartier est renommé après la construction d'une chapelle abritant une réplique de la vierge de Copacabana, un petit village situé au bord du lac Titicaca en Bolivie.

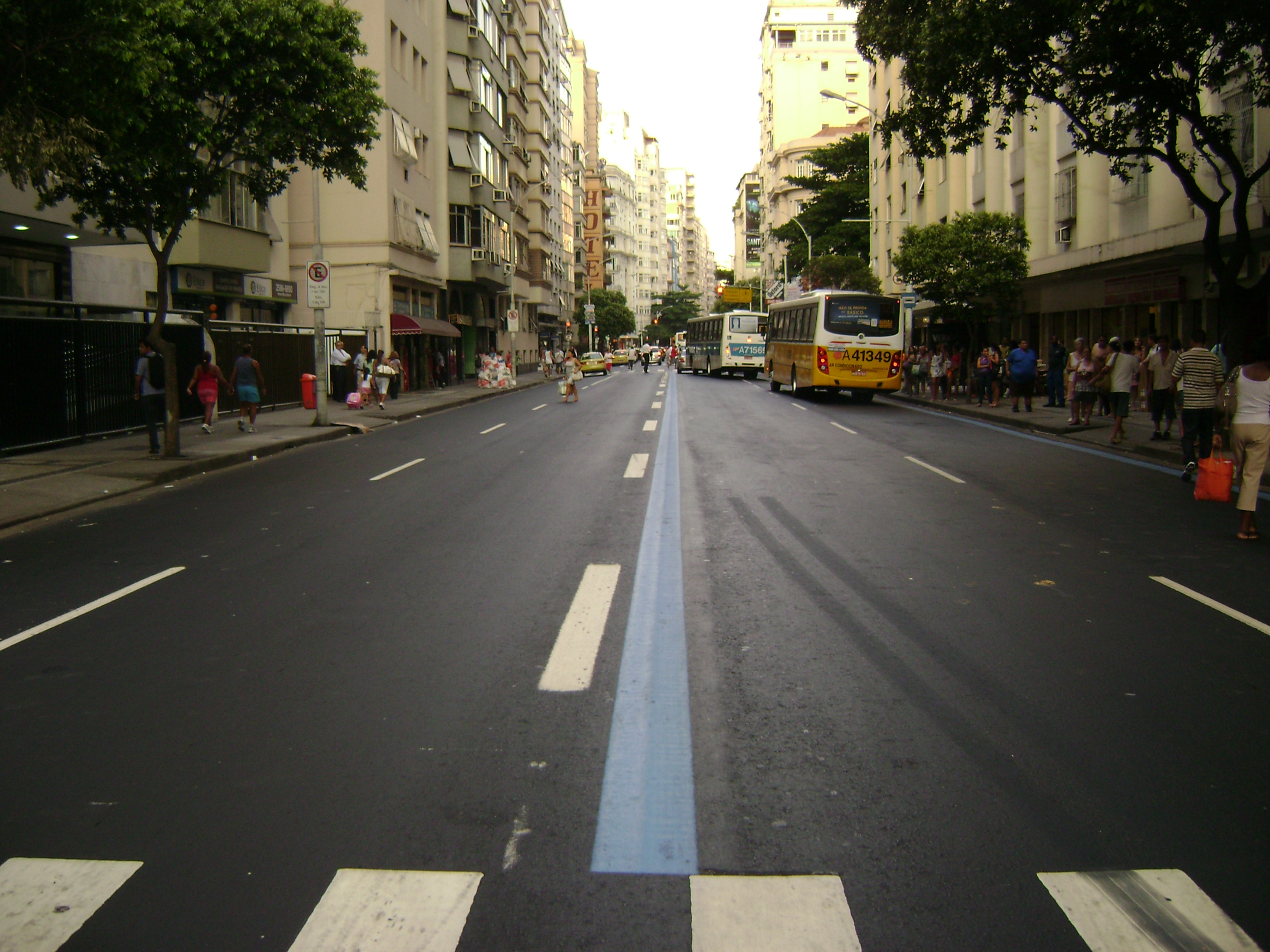
L'.

Le quartier est animé et rempli de bons restaurants, cinémas, banques, hôtels, bars, discothèques et immeubles résidentiels qui parsèment la promenade, qui constitue le plus long trottoir continu au monde, s'étendant sur 4,15 kilomètres, face à l'Avenida Atlântica. De nombreux amateurs de football viennent y passer le temps. À partir des années 1960, la renommée de Copacabana grandit et attire davantage d'habitants que le quartier ne peut en contenir. Il forme un microcosme unissant des familles de classes sociales différentes dans un espace réduit entre la mer et la montagne.
Le 6 juillet 2012, un grand incendie éclate le jour anniversaire de ses 120 ans sur l'une des avenues principales.

## La plage

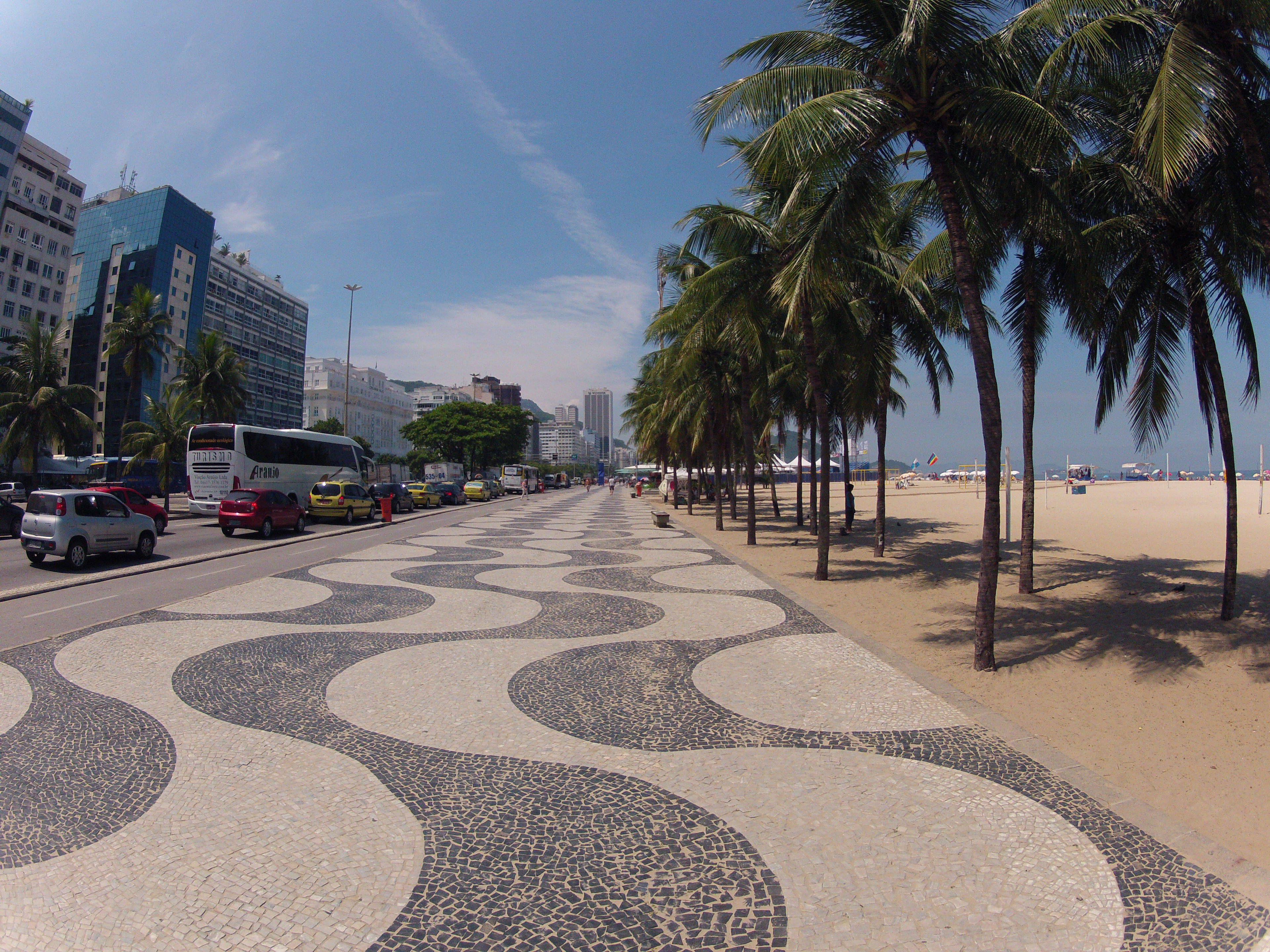
Les célèbres pavés.

Copacabana possède l'une des plus belles et célèbres plages de la planète, en demi-lune s'étendant sur 4,5 km, de Leme jusqu'à l'Arpoador, longeant l'avenue Atlântica. Elle est surnommée en portugais la Princesinha do Mar, soit la « petite princesse des mers ». Copacabana est un des emblèmes touristiques de Rio de Janeiro, comme le Corcovado ou le mont du Pain de Sucre. La plage est le lieu de nombreux événements et manifestations. Le soir du réveillon de la Saint-Sylvestre, un gigantesque feu d'artifice est tiré devant environ deux millions de personnes rassemblées et habillées en blanc. Comme le veut la tradition, à minuit, des fleurs sont jetées dans la mer.

## Personnalités

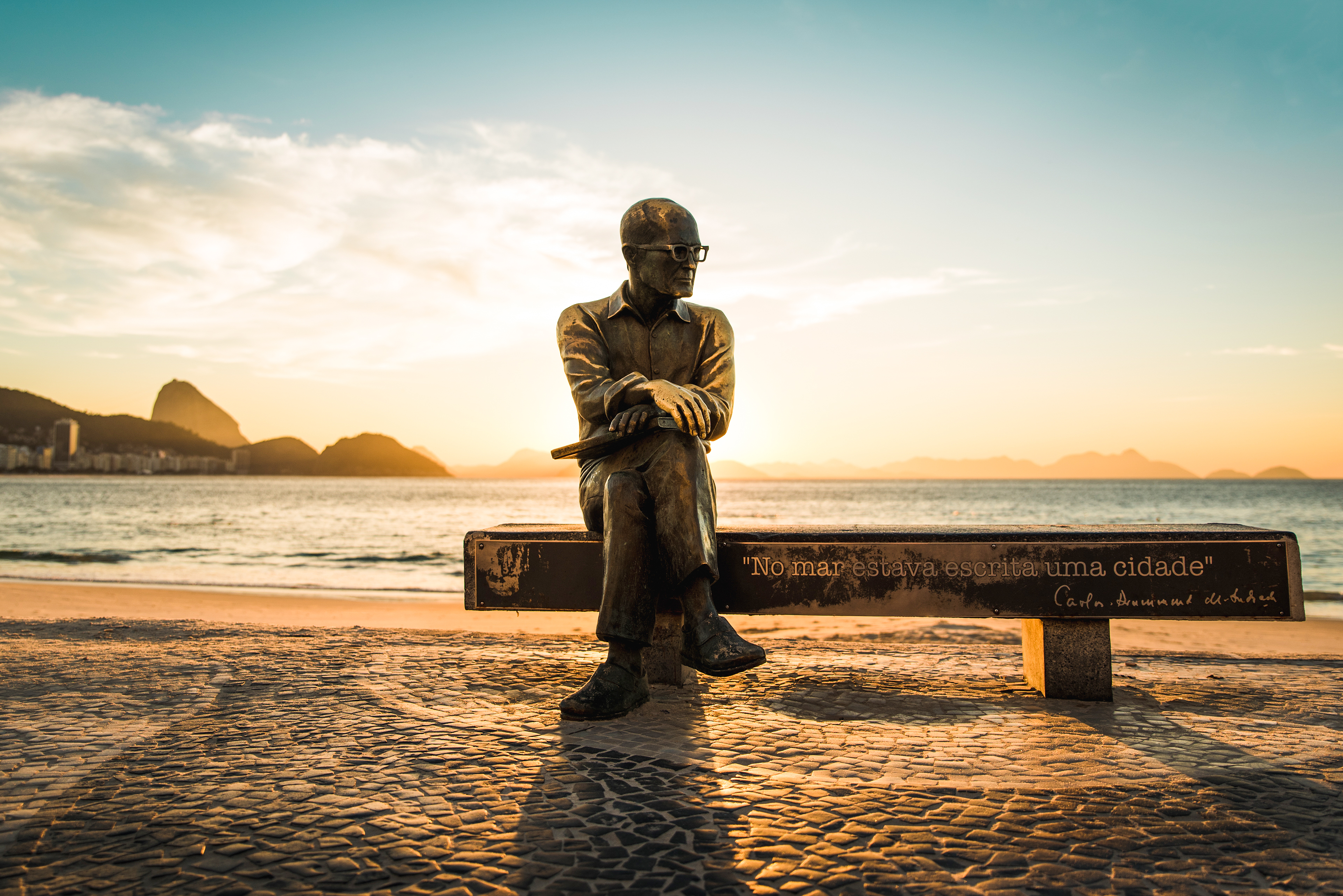
Monument au poète Carlos Drummond de Andrade à Copacabana. Juillet 2019.

- Eduardo Spohr (1976-), écrivain, blogueur, et baladodiffuseur brésilien, né à Copacabana.